# CDP-diacilglicerol—glicerol-3-fosfat 3-fosfatidiltransferaza
CDP-diacilglicerol—glicerol-3-fosfat 3-fosfatidiltransferaza (EC 2.7.8.5, glicerofosfatna fosfatidiltransferaza, 3-fosfatidil-1'-glicerol-3'-fosfatna sintaza, CDPdiacilglicerol:glicerol-3-fosfat fosfatidiltransferaza, citidin 5'-difosfo-1,2-diacil-sn-glicerol (CDPdiglicerid):sn-glicerol-3-fosfat fosfatidiltransferaza, fosfatidilglicerofosfatna sintaza, fosfatidilglicerolfosfatna sintaza, PGP sintaza, CDPdiacilglicerol-sn-glicerol-3-fosfat 3-fosfatidiltransferaza, CDPdiacilglicerol:-glicero-3-fosfat fosfatidiltransferaza, glicerol fosfatna fosfatidiltransferaza, glicerol 3-fosfatna fosfatidiltransferaza, fosfatidilglicerol fosfatna sintaza, fosfatidilglicerol fosfatna sintetaza, fosfatidilglicerofosfatna sintetaza, sn-glicerol-3-fosfatna fosfatidiltransferaza) je enzim sa sistematskim imenom CDP-diacilglicerol:-glicerol-3-fosfat 3-fosfatidiltransferaza. Ovaj enzim katalizuje sledeću hemijsku reakciju
CDP-diacilglicerol + sn-glicerol 3-fosfat {\displaystyle \rightleftharpoons } CMP + 3(3-sn-fosfatidil)-sn-glicerol 1-fosfat

## Literatura
- Nicholas C. Price; Lewis Stevens (1999). Fundamentals of Enzymology: The Cell and Molecular Biology of Catalytic Proteins (Third изд.). USA: Oxford University Press. ISBN 019850229X.
- Eric J. Toone (2006). Advances in Enzymology and Related Areas of Molecular Biology, Protein Evolution (Volume 75 изд.). Wiley-Interscience. ISBN 0471205036.
- Branden C; Tooze J. Introduction to Protein Structure. New York, NY: Garland Publishing. ISBN 0-8153-2305-0.
- Irwin H. Segel. Enzyme Kinetics: Behavior and Analysis of Rapid Equilibrium and Steady-State Enzyme Systems (Book 44 изд.). Wiley Classics Library. ISBN 0471303097.
- William P. Jencks (1987). Catalysis in Chemistry and Enzymology. Dover Publications. ISBN 0486654605.

## Spoljašnje veze
- CDP-diacylglycerol---glycerol-3-phosphate+3-phosphatidyltransferase на 